# فرونسس
فرونسس أو الحكمة العملية (باليونانية القديمة: φρόνησῐς) هي نوع من أنواع الحكمة أو الذكاء المعني بالفعل العملي. تنطوي الفرونسس على كل من امتلاك الحكم الجيد والتميز في الشخصية والعادات، وقد كانت موضوعًا شائعًا للمناقشة في الفلسفة اليونانية القديمة. ما تزال الأعمال الكلاسيكية حول هذا الموضوع مؤثرة حتى يومنا هذا. ميزت الأخلاقيات الأرسطية هذا المفهوم عن الكلمات الأخرى للحكمة والفضائل الفكرية – مثل الإبستمية وصوفيا – نظرًا إلى طابعه العملي. تمثل prudentia الترجمة اللاتينية التقليدية للكلمة، إذ تمثل أيضًا مصدر الكلمة الإنكليزية «prudence» أي التبصر.

## فلسفة اليونان القديمة

### أفلاطون
في بعض حوارات أفلاطون، يقترح سقراط أن الفرونسس شرط ضروري لكل فضيلة. يكون المرء جيدًا عندما يكون شخصًا ذكيًا أو عقلانيًا بأفكار ذكية وعقلانية. يسمح وجود الفرونسس باكتساب المرء القوة الأخلاقية.
في حوار مينو لسقراط، يشرح سقراط كيفية اعتبار الفرونسس، صفة مرادفة للفهم الأخلاقي، أهم سمة مطلوبة للتعلم، على الرغم من عدم إمكانية تعليمها بل يمكن اكتسابها عوضًا عن ذلك من خلال تطوير فهم المرء لنفسه.

### أرسطو
في الكتاب السادس من تصنيف الأخلاق النيقوماخية، ميز تلميذ أفلاطون، أرسطو، بين فضيلتين فكريتين: صوفيا (الحكمة) وفرونسس، ووصف العلاقة بينهما وبين الفضائل الفكرية الأخرى. تُعتبر الصوفيا مزيجًا من النوص، والقدرة على تمييز الواقع والإبستمية، التي تهتم بالأشياء التي «لا يمكن أن تكون خلاف ما هي عليه...على سبيل المثال، الحقائق الضرورية للرياضيات» والمبنية منطقيًا والقابلة للتعليم. يشمل هذا التفكير المنطقي المتعلق بالحقائق العالمية. لا تشمل الفرونسس القدرة على تحديد كيفية تحقيق غاية معينة فحسب، بل تنطوي أيضًا على القدرة على التفكير بالغايات الجيدة وتحديد تلك المتوافقة مع هدف العيش الكريم إجمالًا.
على الرغم من اعتباره الصوفيا أعلى وأكثر جدية من الفرونسس، يشير أرسطو إلى أن السعي الأسمى نحو الحكمة والسعادة بحاجة إلى كليهما، نظرًا إلى دور الفرونسس في تسهيل الصوفيا. يربط أرسطو أيضًا الفرونسس مع القدرة السياسية.
وفقًا لنظرية أرسطو في البلاغة، تُعد الفرونسس أحد الأنواع الثلاثة من الاحتكام إلى الشخصية (إيثوس). يحتكم النوعان المتبقيان على التوالي إلى الآريت (الفضيلة) ويونويا (حسم النية).

تتطلب عملية اكتساب الفرونسس الخبرة، وفقًا لأرسطو الذي كتب:
... على الرغم من إمكانية كون الشباب خبراء في الهندسة والرياضيات وغيرها من فروع المعرفة المشابهة [سوفوي]، لا يمكننا اعتبار الشاب قادرًا على امتلاك التبصر [فرونيموس]. يرجع السبب إلى أن التبصر [فرونيموس] منطو على المعرفة بحقائق معينة، إذ يُستمد هذا من التجربة، التي لا يمكن للشاب حيازتها؛ فالتجربة ثمرة السنين.
تنطوي الفرونسس على التفاصيل، كونها معنية بكيفية التصرف في حالات معينة. يمكن للمرء تعلم مبادئ الفعل، إلا أن تطبيقها في العالم الحقيقي، في مواقف لم يكن بالإمكان توقعها، بحاجة إلى تجربة هذا العالم. على سبيل المثال، إذا عرف المرء أنه يجب عليه الاتسام بالصدق، فقد يتصرف في بعض المواقف بطرق من شأنها إحداث الألم أو الإهانة؛ تتطلب معرفة كيفية تطبيق الصدق بشكل متوازن مع اعتبارات أخرى وفي سياقات محددة التجربة.
يعتقد أرسطو أن الفرونسس أمر ضروري وكاف على حد سواء من أجل امتلاك الفضيلة: لأن الفرونسس عملية، ويستحيل اتسام المرء بكل من الفرونسس والأكراسيا في نفس الوقت؛ أي أن أصحاب البصيرة غير قادرين على التصرف ضد «حكمهم الأفضل».